# Vent
Vent [ˈfɛnt] je obec v Rakousku ve spolkové zemi Tyrolsko v okrese Imst. Stojí v uzávěru údolí Venter Tal na řece Venter Ache. Od roku 1854 je součástí obce Sölden.
Na území Ventu stojí horské chaty Breslauer Hütte, Martin-Busch-Haus a Vernagthütte. Je východiskem na nejvyšší horu Ötztalských Alp Wildspitze.
V okolí Ventu jsou sjezdovky, které mají nejdéle v Rakousku sníh mimo ledovcové ski areály.